# Jefferson Vieira da Cruz
Jefferson Vieira da Cruz (sinh ngày 3 tháng 7 năm 1981) là một cầu thủ bóng đá người Brasil.

## Sự nghiệp câu lạc bộ
Jefferson Vieira da Cruz đã từng chơi cho Sagan Tosu, Yokohama FC và Fagiano Okayama.